# Owusu Benson
Owusu Benson (sinh ngày 22 tháng 3 năm 1977) là một cầu thủ bóng đá người Ghana.

## Đội tuyển bóng đá quốc gia Ghana
Owusu Benson thi đấu cho đội tuyển bóng đá quốc gia Ghana từ năm 1999.

## Thống kê sự nghiệp
| Đội tuyển bóng đá Ghana | Đội tuyển bóng đá Ghana | Đội tuyển bóng đá Ghana |
| Năm                     | Trận                    | Bàn                     |
| ----------------------- | ----------------------- | ----------------------- |
| 1999                    | 1                       | 0                       |
| Tổng cộng               | 1                       | 0                       |